# Округ Пери (Охајо)
Округ Пери (енгл. Perry County) је округ у америчкој савезној држави Охајо.

## Демографија
По попису из 2010. године број становника је 36.058, што је 1.98 (5,8%) становника више него 2000. године.
| Група             | 2000.          | 2010.          |
| Белци             | 33.473 (98,2%) | 35.170 (97,5%) |
| Афроамериканци    | 74 (0,2%)      | 93 (0,3%)      |
| Азијати           | 33 (0,1%)      | 37 (0,1%)      |
| Хиспаноамериканци | 152 (0,4%)     | 195 (0,5%)     |
| Укупно            | 34.078         | 36.058         |